# Jean-Jacques Guissart
Jean-Jacques Guissart (francès: Jacques Félix Jean Guissart)  (Nogent-sur-Marne, 5 d'agost de 1927 - Canes, 14 de setembre de 2008) fou un remer francès que va competir durant la dècada de 1950. Era germà del també remer René Guissart.
El 1952 va prendre part en els Jocs Olímpics d'Estiu de Hèlsinki, on guanyà la medalla de plata en la prova del quatre sense timoner del programa de rem. Formà equip amb Pierre Blondiaux, Marc Bouissou i Roger Gautier.
En el seu palmarès també destaquen dues medalles de bronze al Campionat d'Europa de rem, el 1951 en el quatre sense timoner, i el 1953 en el vuit amb timoner. També guanyà una medalla de bronze als Jocs del Mediterrani de 1955.